# Santa Casa de Misericórdia de Pelotas

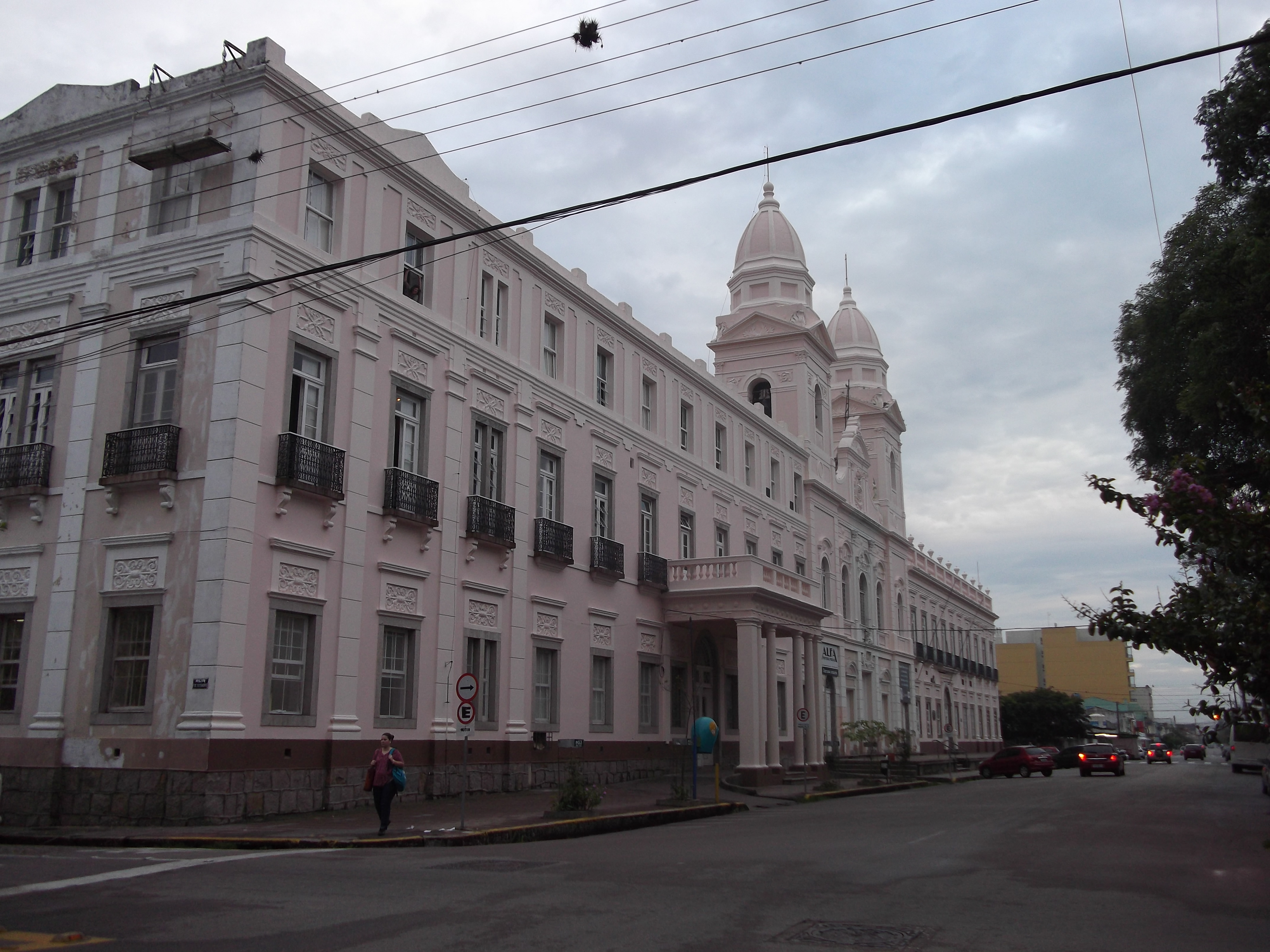
A Santa Casa

A Santa Casa de Misericórdia de Pelotas é a mais antiga instituição assistencial e hospitalar da cidade brasileira de Pelotas, no estado do Rio Grande do Sul. Foi fundada em 20 de junho de 1847.